# Самбрана, Освальдо
Освальдо Самбрана (исп. Oswaldo Zambrana; род. 7 июня 1981, Сукре) — боливийский шахматист, гроссмейстер (2007).
Многократный чемпион Боливии (2002, 2003, 2006, 2011, 2014).
В составе национальной сборной участник 6-и Олимпиад (1998—2008).

## Изменения рейтинга
| Графики недоступны из-за технических проблем. См. информацию на Фабрикаторе и на mediawiki.org. |